# Aitor Zárate
Aitor González de Zárate Apiñaniz, (nacido el 9 de enero de 1966 en Vitoria, Álava) es un exjugador de baloncesto español. Con 1.85 de estatura, su puesto natural en la cancha era el de base. 

## Trayectoria
- Cantera C.D. Basconia.
- Saski Baskonia (1983-1986)
- Getxo (1986-1987)
- Cajabilbao (1987-1988)
- Club Baloncesto Sevilla (1988-1989)
- Cajabilbao (1989-1991)
- Club Ourense Baloncesto (1991-1992)
- Club Baloncesto Granada (1992-1993)
- Club Baloncesto Zaragoza (1993-1994)

## Trayectoria en el mundo de las finanzas
Después de retirarse se dedicó a ser empresario, especializándose en inversiones financieras. En el año 2005 se convierte en millonario según comenta, escribiendo diversos libros contando las claves de su éxito. En el año 2019, la prensa publica que se da a la fuga después de estafar 600.000 euros. Sin embargo, días después el propio Aitor Zárate desmiente la noticia explicando los hechos en una entrevista exclusiva con ABC. Será la justicia la que decida ante las querellas interpuestas.